# توماس ولش
توماس ولش (انگلیسی: Thomas Welsh؛ زادهٔ ۳ فوریهٔ ۱۹۹۶) بازیکن بسکتبال اهل ایالات متحده آمریکا است.

## حرفه
از باشگاه‌هایی که در آن بازی کرده‌است می‌توان به دنور ناگتس و بسکتبال مردان یوسی‌ال‌ای برونز اشاره کرد.
وی در مسابقات کشوری و بین‌المللی در مجموع برندهٔ ۱ مدال طلا شده‌است.